# Ulrich Deppendorf

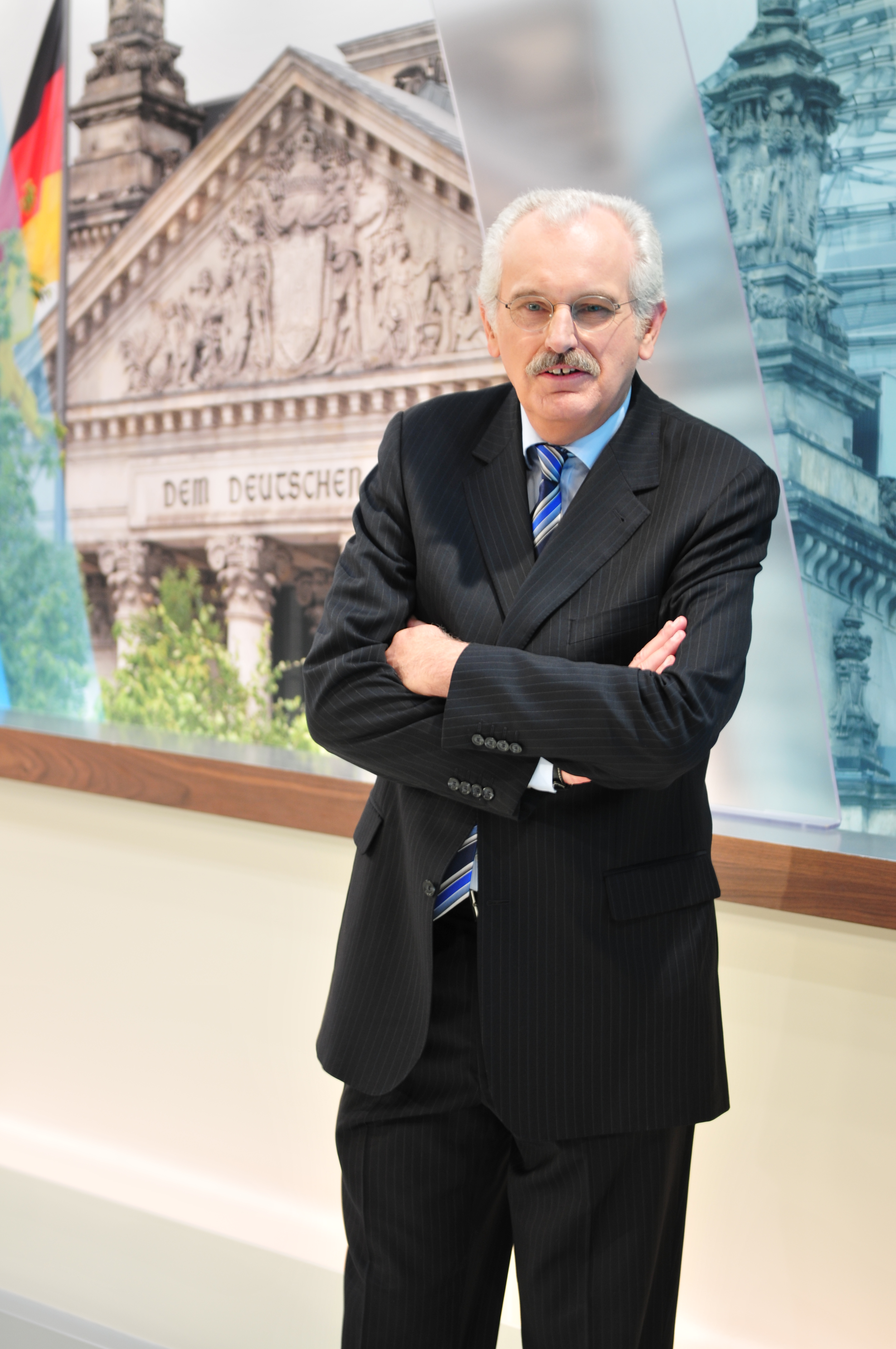
Ulrich Deppendorf (2013)

Ulrich Deppendorf (* 27. Januar 1950 in Essen) ist ein deutscher Journalist und Fernsehmoderator. Er war von 2007 bis 2015 Studioleiter und Chefredakteur Fernsehen im ARD-Hauptstadtstudio in Berlin.

## Leben und Wirken
Ulrich Deppendorf wuchs in Essen und Dinslaken auf. Nach dem Abitur 1970 in Duisburg studierte er an der Westfälischen Wilhelms-Universität in Münster Rechtswissenschaften. Das Erste Staatsexamen folgte 1976. Danach folgte das Rechtsreferendariat am Landgericht Duisburg, welches er ohne das Zweite Juristische Staatsexamen bereits nach 6 Monaten  abbrach. Im November 1976 wurde er Volontär beim Westdeutschen Rundfunk und schloss das Volontariat 1978 ab. Bis 1991 blieb Deppendorf beim WDR. Er moderierte die Sendung Hier und Heute und arbeitete als Redakteur für Journal 3, die Tagesschau und die Tagesthemen. Zeitweise war er Referent des Chefredakteurs Theo M. Loch.
1980 wechselte Deppendorf als Redakteur für Sonderaufgaben in die Chefredaktion des WDR-Fernsehens. Dort übernahm er von 1986 bis 1989 die Leitung. Gleichzeitig war er zunächst stellvertretender Leiter der Redaktionsgruppe Zeitgeschehen Aktuell. Ab Dezember 1989 wurde er zum Leiter der Redaktionsgruppe befördert. Im Mai 1987 wurde Deppendorf wieder vor der Kamera aktiv und moderierte erstmals in der ARD die Wahlereignisse. In dieser Zeit entwickelte er mit Gerd Berger die Sendung ZAK.
1991 verließ Ulrich Deppendorf den WDR, ging nach Hamburg und wurde dort zwei Jahre später Erster Chefredakteur der Tagesschau und der Tagesthemen. In seiner Amtszeit wurde das ARD-Nachrichtenangebot inhaltlich weiterentwickelt und mit den neuen Tagesschau-Ausgaben am Morgen, Mittag und Nachmittag erheblich ausgeweitet.
1999 wechselte er als Chefredakteur in das ARD-Hauptstadtstudio nach Berlin und leitete dort das Gründungsteam. Außerdem übernahm er die Moderation des Bericht aus Berlin bis zum Jahr 2002.
Im Mai 2002 kehrte er als Programmdirektor Fernsehen zum WDR nach Köln zurück. Von 2003 bis 2007 war Ulrich Deppendorf zudem ARD-Fernsehspielkoordinator sowie 2006 Gesamtkoordinator der ARD-Berichterstattung über die Fußballweltmeisterschaft in Deutschland. Deppendorf war 2003 als Intendant des aus ORB und SFB fusionierten Rundfunk Berlin-Brandenburg (RBB) im Gespräch, konnte sich aber nicht gegen die schließlich gewählte Kandidatin Dagmar Reim durchsetzen.
Im Mai 2007 kehrte er wieder nach Berlin zurück und wurde als Nachfolger von Thomas Roth erneut Leiter des ARD-Hauptstadtstudios. Damit übernahm er ebenfalls wieder die Moderation von Bericht aus Berlin. Sein Vertrag als Leiter des Hauptstadtstudios wurde bis zum 31. Mai 2015 verlängert. Nach der 298. Sendung Bericht aus Berlin ging Deppendorf am 19. April 2015 in den Ruhestand. Seine Nachfolgerin wurde Tina Hassel. Ein Jahr vor Ablauf des Vertrages erlitt Deppendorf bei einem Mallorca-Aufenthalt einen leichten Schlaganfall, von dem er sich vollständig erholt hat. Er habe „großes Glück gehabt“.
Wöchentlich produzierte das Hauptstadtstudio den Podcast Deppendorfs Woche, in dem er über politische Ereignisse der Woche sprach und seine persönliche Bewertung dazu abgab. Deppendorfs Woche wurde auf tagesschau.de und tagesschau24 veröffentlicht.
Er gehört zudem dem Kuratorium von Journalists Network und der Berliner Journalisten-Schule an. Am 25. Februar 2015 erhielt Deppendorf den Sonderpreis des Medienpreises Politik des Deutschen Bundestages.
Ulrich Deppendorf ist Vorstandsvorsitzender des Museumsvereins des Deutschen Historischen Museums in Berlin.
Deppendorf ist verheiratet und kinderlos.

## Trivia
In der Kabarettsendung Mitternachtsspitzen wurde Deppendorf von Wilfried Schmickler als „Uli aus Deppendorf“ parodiert.

## Hintergrundinformationen
- Bilanz in Berlin, ausführlicher Artikel und Karrierebeschreibung, WDR Print, Ausgabe Mai 2015, S. 18–23.
- WDR Geschichte(n) – Ulrich Deppendorf. Buch und Regie: Klaus Michael Heinz, 60 min., WDR Fernsehen 2020, WDR Mediathek unbefristet.